# The Water Clue
The Water Clue è un cortometraggio muto del 1915 diretto da Rupert Julian. Tra gli interpreti, Harry Southard, Elsie Jane Wilson, John R. Hope, Hallam Cooley e lo stesso regista nel ruolo di un investigatore.

## Produzione
Il film, prodotto dalla Universal Film Manufacturing Company (come Laemmle), venne girato negli Universal Studios, al 100 di Universal City Plaza, a Universal City.

## Distribuzione
Distribuito dalla Universal Film Manufacturing Company, il film - un cortometraggio in una bobina - uscì nelle sale cinematografiche statunitensi il 18 dicembre 1915.